# Brytyjskie Towarzystwo Międzyplanetarne
Brytyjskie Towarzystwo Międzyplanetarne (ang. British Interplanetary Society, BIS) – najstarsze istniejące towarzystwo zajmujące się wspieraniem i promocją astronautyki i szeroko pojętej eksploracji kosmosu. Założone w 1933 roku przez P. E. Cleatora, z siedzibą w Londynie, BIS jest organizacją non-profit finansowaną ze składek członków.
W przeciwieństwie do swoich amerykańskich (American Interplanetary Society) czy niemieckich (VfR) odpowiedników, nigdy nie związało się z krajowym przemysłem. Współtworzyło Międzynarodową Federację Astronautyczną i jest jej członkiem. Jest wydawcą akademickiego periodyku „Journal of the British Interplanetary Society” i magazynu „Spaceflight”.

## Historia
Założone w styczniu 1933 stowarzyszenie postawiło sobie za cel promocję astronautyki i wykorzystywanie jej dla dobra publicznego. Dokonywano praktycznych prób rakietowych i innych działań podejmowanych przez podobne organizacje. Jednakże na początku 1936 członkowie BIS odkryli, że ich nadzieje zostały przekreślone ustawą z 1875 roku (tzw. Explosives Act, czyli ustawą o materiałach wybuchowych), która zakazywała prywatnego konstruowania rakiet na paliwo ciekłe w Wielkiej Brytanii.
W późnych latach 30. XX wieku grupa członków wykonała projekt załogowego lądownika księżycowego z wieloczłonową rakietą składającą się z wielu rakiet na paliwo stałe. Lądownik przypominał kształtem późniejszy amerykański Lunar Module. Miano zastosować w nim ruch obrotowy wytwarzający sztuczną grawitację.
W 1978 stowarzyszenie opublikowało koncepcję statku kosmicznego o nazwie Projekt Dedal (ang. Project Daedalus). Była to szczegółowa praca dotycząca bezzałogowego statku kosmicznego mającego dolecieć do Gwiazdy Barnarda przy użyciu ówczesnej techniki i zakładająca rozsądną ekstrapolację możliwości dostępnych w niedalekiej przyszłości. Daedalus miał używać impulsowego napędu termojądrowego do osiągnięcia 12% prędkości światła w próżni.
Jednym z najbardziej znanych członków BIS był Sir Arthur C. Clarke, który był prezesem stowarzyszenia w latach 1946–1947 i 1951–1953. BIS zostało później uhonorowane nagrodą imienia Arthura Clarke’a. Innym znanym członkiem BIS jest Charles Chilton, który dołączył do stowarzyszenia na krótko przed stworzeniem popularnej audycji science-fiction, trylogii Journey Into Space.